# Černé jezero
Černé jezero är en sjö i Tjeckien. Den ligger i den västra delen av landet, 130 km sydväst om huvudstaden Prag. Černé jezero ligger 1 036 meter över havet. Arean är 18,4 kvadratkilometer.  I omgivningarna runt Černé jezero växer i huvudsak blandskog.